# Украинское движение (книга)
«Украи́нское движе́ние» (рус. дореф. Украи́нское движе́ніе: кра́ткій истори́ческій о́черкъ: преиму́щественно по ли́чнымъ воспомина́ніямъ, расширенное название: Украи́нское движе́ние: кра́ткий истори́ческий о́черк: преиму́щественно по ли́чным воспомина́ниям) — книга, написанная в 1924 году по общепринятой[кем?] в научном сообществе[что?] точке зрения русским эмигрантским историком и публицистом Андреем Стороженко, работавшим под псевдонимом Андрей Царинный. Издана в 1925 году в Берлине при участии князя Александра Волконского. Часто называется антиукраинским памфлетом. Содержала критику украинофильства, украинства, деятельности Михаила Грушевского. Переиздана в России в 1998 году в сборнике «Украинский сепаратизм в России. Идеология национального раскола» в 1998 году.

## История создания

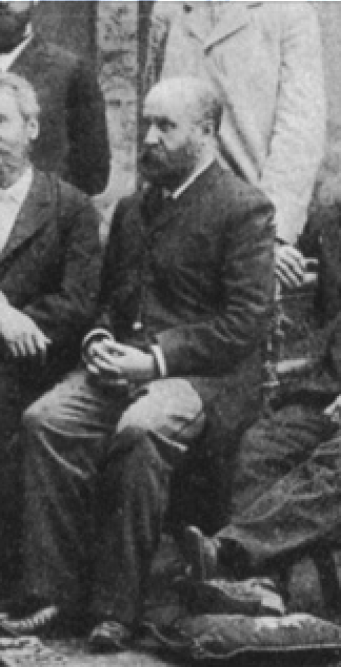
Автор книги Андрей Стороженко (Андрей Царинный)

Автор предисловия и издатель, князь Александр Волконский

Предположительно в начале 1919 года Андрей Стороженко вынужден был эмигрировать за границу из-за прихода в Киев большевиков, в руки которых попал список членов Киевского клуба русских националистов с адресами, и по данному списку были начаты репрессии. После эмиграции дальнейшая судьба Стороженко исследователям остается неизвестной. Однако, по данным, содержащимся в самой работе, книга, приписываемая перу Стороженко, была завершена в ноябре 1924 года, и оказалась написана в условиях беженства «в одной из славянских стран». Издателем этого труда выступил князь Александр Волконский, опубликовавший её в Берлине в 1925 году. Сам Волконский в своем обширном предисловии к этой работе говорит об Андрее Царинном как о «неизвестном» авторе.
Непосредственная причастность Андрея Стороженко к написанию работы, изданной под псевдонимом Андрей Царинный, была однозначно установлена исследователями позднее.

### Переиздания
В 1998 году в России книга «Украинское движение» была переиздана в составленном Михаилом Смолиным сборнике «Украинский сепаратизм в России. Идеология национального раскола», заняв существенную часть объёма этого издания, вышедшего тиражом 5000 экземпляров в Москве.

## Структура и содержание
В работе в негативном свете изображается украинское национальное движение и его лидеры.
В своем очерке малоросс Стороженко, которому русофобия «украинцев» в 1924 году ещё не является понятной, попытался обосновать её с позиций имеющей в те времена научную авторитетность и популярность расовой теории. Ввиду большого смешения разных народов в южной Руси, особенно влияния тюрков, в современных малоросах, как считает автор, существует значительный процент тюркской крови.
«Наблюдения над смешением рас показывают — пишет Стороженко, — что в последующих поколениях, когда скрещивание происходит уже только в пределах одного народа, тем не менее, могут рождаться особи, воспроизводящие в чистом виде предка чужой крови». По мнению автора, такие представители и становятся носителями украинства.
В работе Стороженко пытается дать собственное определение «украинца»:

«Украинцы» — это особый вид людей. Родившись русским, украинец не чувствует себя русским, отрицает в самом себе свою «русскость» и злобно ненавидит все русское. Он согласен, чтобы его называли кафром, готтентотом — кем угодно, но только не русским. Слова: Русь, русский, Россия, российский — действуют на него, как красный платок на быка. Без пены у рта он не может их слышать. Но особенно раздражают «украинца» старинные, предковские названия: Малая Русь, Малороссия, малорусский, малороссийский. Слыша их, он бешено кричит: «Ганьба!» («Позор!» От польск. hańba). Это объясняется тем, что многие из «украинцев» по тупости и невежеству полагают, будто бы в этих названиях кроется что-то пренебрежительное или презрительное по отношению к населению Южной России. — Андрей Царинный (Стороженко А. В.). Украинское движение. Краткий исторический очерк, преимущественно по  личным воспоминаниям // Украинский сепаратизм в России. Идеология национального раскола. Сборник. / Вступительная статья и комментарии М. Б. Смолина.. — Москва, 1998. — С. 250–251. — 432 с. — (Пути русского имперского сознания). — 5000 экз. — ISBN 5-89097-010-0.
Отдельная часть книги посвящена критике научной, организационной и общественно-политической деятельности Михаила Грушевского. Он обвиняется автором в целенаправленной деятельности по расколу единого русского народа и Российской империи за деньги, полученные от враждебно настроенной к России Австро-Венгрии. Данная разрушительная деятельность, по убеждению Стороженко, осуществлялась в трёх основных направлениях:
1. Искусственное создание украинского литературного языка, отличающегося от русского, но насыщенного при этом полонизмами[2].
2. Исторический ревизионизм и пересмотр классической «обычной» схемы русского прошлого и истории Малороссии[9], и построения вместо него сепаратной украинской исторической модели[2].
3. Работа по созданию слоя украинской интеллигенции, в среде которой царят представления о России как «тюрьме народов» и вынашиваются планы отрыва от России украинских земель[2].

С точки зрения Стороженко, труды Грушевского характеризуются «лютой ненавистью к России», названиям «Русь», «русский», проявлением отвращения к власти и предложением взамен её — культа революции. Также автор инкриминирует Грушевскому «необычайную симпатию к иностранному завоеванию России».

## Оценки
Русский философ Николай Лосский в 1958 году написал о работе Стороженко: «Фанатики — сепаратисты, желая доказать, что русские и украинцы — два разных народа, и преувеличивая значительность Украины, распространяют ложные представления о ней. Об этом сказано в книге, которую написал любящий Малороссию и Россию украинец А. Царинный (Стороженко), „Украинское движение“». Также Лосский придает большое значение «обстоятельному введению» князя Волконского к данной книге, в котором тот пишет «о четырёх неправдах движения украинских сепаратистов: „о неправде этнографической, филологической, хронологической и географической“».

## Критика
Сразу после выхода книги она, по определению украинского историка, доктора исторических наук Виталия Тельвака, была раскритикована в украинской публицистике «по обеим сторонам Збруча» за «безоглядное антиукраинство». Среди критиков отметились В. Дорошенко (Киев, «Литературно-научный вестник»), В. Гнатович (Париж, укр. «тризуб»), И. Айзеншток (Харьков, журнал укр. «Червоний шлях») и др.
Виталий Тельвак назвал работу «красноречивым примером инсинуаций» о представлении Грушевского в качестве проповедника идеи политической самостоятельности украинского народа с целью раскола Российской империи.